# Liste der Baudenkmale in Waitara
Die Liste der Baudenkmale in Waitara umfasst alle vom New Zealand Historic Places Trust (NZHPT) als „Historic Place“ oder „Historic Area“ eingestuften Baudenkmale und Flächendenkmale der neuseeländischen Ortschaft Waitara. Die Angaben stammen aus dem Register des NZHPT. Die Bezeichnungen der Baudenkmale orientieren sich an diesem Register. In die Liste werden auch bekannte Wahi Tapu (Area), kulturell und religiös bedeutsame Stätten und Gebiete der Māori, aufgenommen. Sie werden jedoch meist nicht publiziert.

| Bild | Bezeichnung                  | Ort     | Anschrift                            | Beschreibung                                                              | Bauzeit | Eintrag           | Nummer | Kat. |
| ---- | ---------------------------- | ------- | ------------------------------------ | ------------------------------------------------------------------------- | ------- | ----------------- | ------ | ---- |
| BW   | Methodist Parsonage (Former) | Waitara | 46 Princess Street Karte             | Pfarrei                                                                   | 1883    | 1. September 1983 | 0815   | 2    |
| BW   | Play School Building         | Waitara | 146a Ngatimaru Road, Tikorangi Karte | Vorschule                                                                 | n.a.    | 1. September 1983 | 0816   | 2    |
| BW   | Sap (Pratt's)                | Waitara | Waitara Road Karte                   | Reste von Erd-Schanzen, NZ Archaeological Association Site Q19/70         | 1861    | 20. Juni 1985     | 6036   | 2    |
|      | Purupu                       | Waitara | Ngatimaru Road                       | Pā, Traditional Site HPA 1980, NZ Archaeological Association Site Q19/188 | n.a.    | 2. Juli 1994      | 6700   | 2    |
|      | Purimu                       | Waitara | Ngatimaru Road                       | Pā, Traditional Site HPA 1980, NZ Archaeological Association Site Q19/189 | n.a.    | 2. Juli 1994      | 6720   | 2    |
| BW   | Tikorangi Dairy Factory      | Waitara | Inland North Road, Tikorangi Karte   | Molkerei                                                                  | 1897    | 17. Dezember 1993 | 7128   | 2    |